# (5210) Saint-Saëns
(5210) Saint-Saëns – planetoida z pasa głównego asteroid okrążająca Słońce w ciągu 3 lat i 296 dni w średniej odległości 2,44 j.a. Została odkryta 7 marca 1989 roku w Obserwatorium Karla Schwarzschilda w Tautenburgu przez Freimuta Börngena. Nazwa planetoidy pochodzi od Charlesa Camille Saint-Saënsa (1835–1921), francuskiego kompozytora. Przed jej nadaniem planetoida nosiła oznaczenie tymczasowe (5210) 1989 EL6.